# Heydar Şeşo

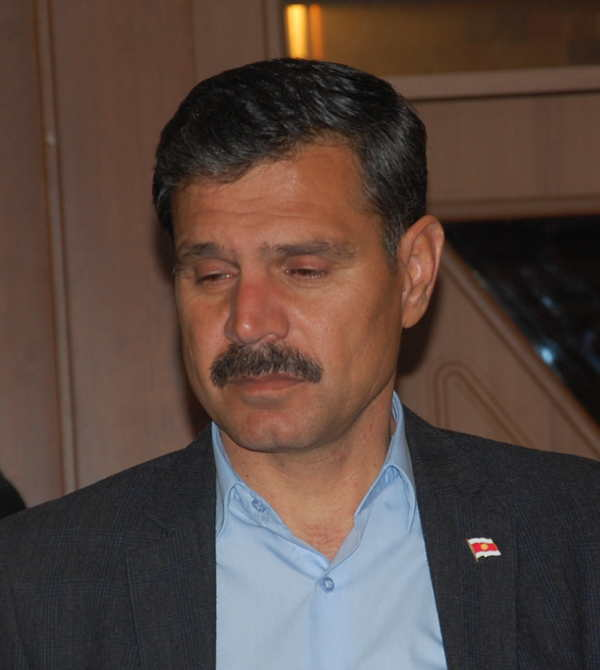
Heydar Şeşo (2017)

Heydar Şeşo (deutsch: Heydar Schescho) ist Begründer und Oberkommandeur der 3000 Mann starken Hêza Parastina Şingal (deutsch: Verteidigungskraft Sindschar), einer jesidischen Bürgerwehr gegen den Islamischen Staat im Irak.
Şeşo ist deutscher Staatsbürger und wohnte bis Sommer 2014 in Bad Oeynhausen. Er flog in den Nordirak, um den jesidischen Tempel Scherfedin zu beschützen.
Im April 2015 berichteten verschiedene Medien, dass Şeşo zusammen mit seinen Leibwächtern und weiteren Widerstandskämpfern von Sicherheitskräften der Demokratischen Partei Kurdistans (DPK) festgenommen worden sei. Grund sei die Verhaftung seines Schwiegervaters gewesen, die Şeşo nicht akzeptieren wollte. Er wurde acht Tage später unter Auflagen (u. a. die Auflösung der HPS), wieder freigelassen. Er erklärte im Nachhinein, die Forderungen nicht erfüllen zu wollen und die HPS nicht auflösen zu werden.
Heydar Şeşo ist der Neffe von Qasim Şeşo, dem Löwen von Sindschar.